# 哈雷特·阿班
哈雷特·爱德华·阿班（英語：Hallett Edward Abend，1884年9月15日—1955年11月28日），中文又译为亚朋德，生于美国波特兰，斯坦福大学三年肄业，入新闻行业。1926年来到中國，1941年離开。

## 生平
1929年之后任《纽约时报》驻华首席记者。与中国上层人士关系密切。著述颇丰，作品包括《华尔传》、《苦难中国》、《一半人为奴，一半人自由：这割裂的世界》、《民国采访战》、《我的中国岁月》等。1937年日军占领上海后，留在上海坚持报道，遭日本人暗算。1941年太平洋战争爆发前夕被日本人驱逐出中国。1955年逝世於美國加利福利亞州索諾拉。